# Mauremys rivulata
Mauremys rivulata — вид водных черепах из семейства азиатские пресноводные черепахи. Встречается в восточном Средиземноморье. Хотя технически эти черепахи всеядны, известно, что они предпочитают мясо. Длина панциря взрослой особи может достигать 25 см, хотя длина панциря только что вылупившихся черепашат обычно составляет всего 3-4 см.

## Распространение
Встречается на Балканском полуострове (Албания, Босния и Герцеговина, Болгария, Хорватия, Северная Македония, Черногория, Сербия, Греция), на ряде средиземноморских островов, включая Крит, Лесбос и Кипр, а также на Ближнем Востоке (Израиль, Иордания, Ливан, Сирия, Турция). На некоторых греческих и турецких островах, где обитают эти черепахи, им может грозить исчезновение.

## Внешний вид и строение
Mauremys rivulata довольно крупные, длина панциря до 25 см. Вылупившиеся из яиц черепахи этого вида обычно имеют длину от 3 до 4 сантиметров. Средняя длина панциря самца составляет примерно 15 см; самки немного крупнее. Окрас карапакса от черного до оливково-зеленого, а пластрон (панцирь на брюхе) черный, хотя и часто тускнеет с возрастом черепахи. У этого вида также есть горизонтальные желтоватые линии, идущие вдоль шеи и конечностей.

## Среда обитания и экология
Этот вид в основном обитает в низинах, хотя черепахи были зарегистрированы на высоте до 900 метров над уровнем моря. Они встречаются в водно-болотных угодьях, включая болота, реки и пруды, хотя откладывают яйца на лугах.
На Mauremys rivulata охотятся крупные птицы и хищные млекопитающие, такие как мангусты, которые также питаются яйцами черепах, а более мелкие хищники могут охотиться на молодых черепах с более мягким панцирем.

## Питание
Mauremys rivulata — всеядный вид, питающийся как растениями, так и животными, хотя документально подтверждено, что они отдают предпочтение мясу. Молодые черепахи поедают мелких беспозвоночных, а также небольших личинок или трупы амфибий. Известно, что взрослые черепахи также едят водоросли и водные растения.

## Взаимодействие с людьми
Деятельность людей, влияющая на среду обитания этого вида, привела к сокращению популяции. Наибольший эффект оказывают урбанизация, гидротехнические проекты и промышленные отходы от строительства.
В северной части ареала этот вид может впадать в зимнюю спячку. Хотя черепахи могут есть хлеб, предложенный людьми, у них нет ферментов, необходимых для его переваривания, и такая подкормка вредна для их здоровья.